# Dirades formosibia
Dirades formosibia är en fjärilsart som beskrevs av Embrik Strand 1916. Dirades formosibia ingår i släktet Dirades och familjen Uraniidae. Inga underarter finns listade i Catalogue of Life.